# كاري كارينغتون
كاري كارينغتون هو سياسي نيوزيلندي، ولد في 1876، وتوفي في 1966.